# Stürmsfs

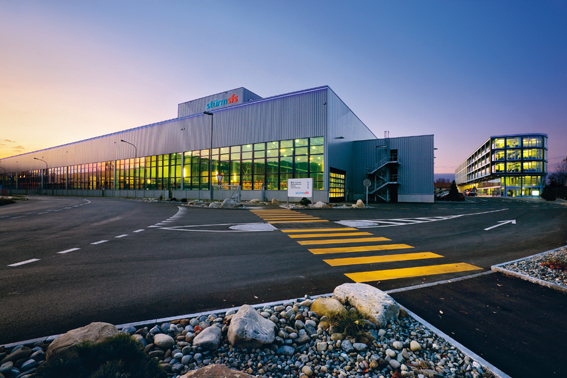
Hauptsitz stürmsfs ag in Goldach

Die Stürmsfs AG (eigene Schreibweise stürmsfs ag) mit Sitz in Goldach, ist ein Schweizer Handelsunternehmen in den Bereichen Stahl, Metall und alternativen Materialien. Der Einzugsbereich umfasst die Schweiz, Vorarlberg, Tirol, Süd-Deutschland. Das Unternehmen verfügt über ein breites Sortiment an Stahl- und Metallhandelsprodukten. Stürmsfs beschäftigt ca. 240 Mitarbeitende an den Standorten Goldach, Härkingen, Arnegg, sowie Klaus (AT) und sieht sich mit CHF 170 Mio. als drittgrössten Stahlhändler der Schweiz.

## Geschichte
Das Unternehmen entstand am 1. Juli 2011 durch den Zusammenschluss der Stürm AG mit der Division Stahl & Metalle von SFS Locher.
Stürm war ein in der vierten Generation geführtes Familienunternehmen, beschäftigte 2008 189 Mitarbeiter und erwirtschaftete 2007 im Bereich Stahl und Metall einen Umsatz von 114 Millionen Schweizer Franken. Der zweite, 79 Mitarbeiter zählende Geschäftsbereich Bau und Haustechnik mit einem Umsatz von 80 Millionen Franken wurde im Mai 2008 veräussert. Das Kerngeschäft von Stürm bildete die Produktion, die Verarbeitung, das Brennschneiden und Sägen sowie den Vertrieb von Stahl in verschiedenen Variationen. Darüber hinaus verarbeitet das Unternehmen auch Aluminium, Kupfer und weitere Metalle.
Das Unternehmen wurde 1835 als Eisenwarenhandlung Hediger & Co gegründet und 1896 durch Carl Stürm übernommen. 1936 übernahm Carl Otto Stürm die Nachfolge seines Vaters. Mit Carl Felix Stürm übernahm 1961 die dritte Stürm-Generation die Unternehmensleitung. Unter seiner Führung erweiterte die Carl Stürm & Co. AG seine Betriebsstandorte und seine Produktionsanlagen stark.
Ende der 1990er Jahre erwarb die Carl Stürm & Co. AG die Stiefel Stahl AG in Wil. 2001 fusionierten die beiden zur Stürm AG. Nach mehr als 40-jähriger Leitung übergab Carl Felix Stürm 2003 die unternehmerische Verantwortung seinem Sohn Christof Stürm. 2006 übernahm das Unternehmen die Blech + Profil AG in Zollikon. Im Mai 2008 veräusserte das Unternehmen seinen Bereich Bau und Haustechnik an die Westschweizer Miauton SA. Damit konzentrierte sich Stürm vollständig auf sein Kerngeschäft Stahl- und Metallhandel.
Das Unternehmen SFS Locher nahm 1928 seinen Anfang in der Eisenwarenhandlung Stadler in Altstätten, die in zweiter Generation von Adolf Locher geführt und ausgebaut wurde. 2000 fusionierte die Locher-Hauser-Stahlhandelsgruppe mit SFS StahlService zu SFS Locher.

## Tätigkeitsgebiet
Neben dem klassischen Handel von Stahl- und Metallprodukten bietet Stürmsfs Bearbeitungen an: Sägen, Entgraten, Verputzen, Facettieren, Schleifen, Stanzen, Bohren, Klinken, Trowalisieren, Oberflächen reinigen, Stahlkornstrahlen und Zinkstaubgrundieren. Weitere Leistungen wie autogenes Brennschneiden bis 250 mm, autogenes 3-D Brennschneiden bis 150 mm und Plasmaschneiden bis 50 mm (Stahl) runden das Leistungsprogramm von stürmsfs ab. 
Im Blechservice-Center von Stürmsfs bietet Blechzuschnitten in Stahl, Aluminium und Edelstahl an, direkt ab Coil zugeschnitten, je nach Anforderung auch gebürstet und geschliffen. 